# Часопис

Лого газети Східний часопис, Донецьк.

Часо́пис — термін, що може вживатися в значеннях «періодичне видання», «журнал», «газета».
У будь-якому значенні «часопис» є різновидом серіального видання, може мати політичний, науковий або літературно-мистецький характер.
Слово «часопис», вочевидь, запозичене з чеської мови у першій половині XIX століття, де з'явилося як калька з нім. Zeitschrift («часопис», «журнал»), утвореного від Zeit («час») + Schrift («письмо»). Своєю чергою, німецький відповідник теж є калькою від лат. chronographicon («журнал», «щоденник», «хроніка») — адаптації грец. χρονογραφικόν — від χρόνος («час») + γράφω («пишу»).

## «Часопис» чи «журнал»?
Попри іншомовне походження, лексема позірно сприймається мовцями як питомо українська, утворена від основ час і писати (пор. літопис, рукопис, перепис тощо) й накидається пуристами як прийнятніша для вживання в українській, ніж «журнал», що походить від французького le journal — «газета» (дослівно — «щоденний», від le jour — день). Останній термін у процесі запозичення змінив своє первинне значення: так, французькою «журнал» називається la revue ([ревю]), якщо йдеться про збірку художніх творів, критичний, науковий чи політичний огляд , або le magazine ([маґазін]) — ілюстроване видання. І лише шкільний журнал, або ж журнал для запису спостережень (облавковий, корабельний тощо), звучить французькою як «журнал» (le journal). Але водночас багатозначність слова «часопис» викликає невизначеність, обмеженою є і його словотворча змога.